# St. Johannes der Täufer (Gefrees)

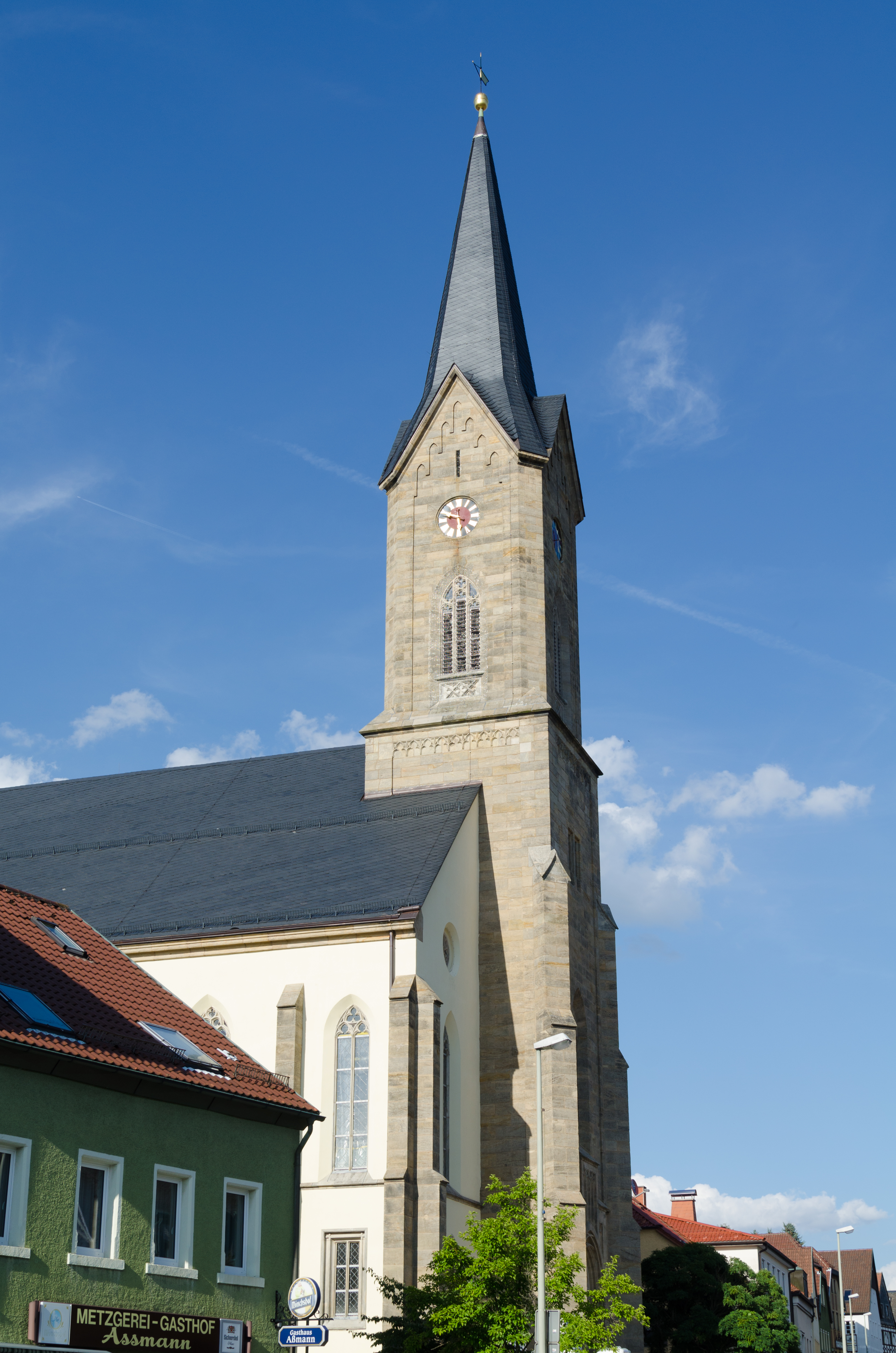
St. Johannes der Täufer (Gefrees)

Die evangelische, denkmalgeschützte Stadtkirche St. Johannes der Täufer steht in Gefrees, einer Stadt im Landkreis Bayreuth (Oberfranken, Bayern). Das Bauwerk ist unter der Denkmalnummer D-4-72-139-6 als Baudenkmal in der Bayerischen Denkmalliste eingetragen. Die Kirchengemeinde gehört zum Dekanat Bayreuth-Bad Berneck im Kirchenkreis Bayreuth der Evangelisch-Lutherischen Kirche in Bayern.

## Beschreibung
Am 6. Juli 1879 wurde die heutige Kirche eingeweiht, deren Vorgängerbauten alle abgebrannt waren. Sie wurde ab 1876 nach dem Stadtbrand von 1872 als neugotische Hallenkirche nach Plänen des Bauamtmanns Josef Köhler erbaut. Sie besteht aus einem verputzten zweigeschossigen Langhaus, einem eingezogenen, dreiseitig geschlossenen Chor im Norden und dem in das Langhaus halb eingestellten Kirchturm aus Quadermauerwerk im Süden, alle Wände werden von Strebepfeilern gestützt. Das leicht eingezogene oberste Geschoss des Kirchturms, dessen Ecken abgeschrägt sind, beherbergt die Turmuhr und den Glockenstuhl. Darauf sitzt ein schiefergedeckter Knickhelm. 
Der mit Kreuzrippengewölben überspannte Innenraum hat in den beiden Seitenschiffen und in der Südwand des Mittelschiffs Emporen.